# Крангуриле де Жос (Дамбовица)
Крангуриле де Жос (рум. Crângurile de Jos) насеље је у Румунији у округу Дамбовица у општини Крангуриле. Oпштина се налази на надморској висини од 202 m.

## Становништво
Према подацима из 2002. године у насељу је живело 386 становника, од којих су сви румунске националности.